# Баянцагаан (Баянхонгор)
Баянцагаан (рус. Богатый белый) — сомон аймака Баянхонгор в Южной Монголии, площадь которого составляет 5 395 км². Численность населения по данным 2006 года составила 3 599 человек.